# 小島国人
小島 国人（こじま くにと、1946年3月28日 -  ）は、日本の経営者。第四銀行頭取を務めた。

## 来歴・人物
新潟県出身。1966年に慶應義塾大学商学部を卒業し、同年に第四銀行に入行した。1995年9月に取締役に就任し、1998年6月に常務、2001年6月に専務を経て、2004年6月には頭取に就任。2008年6月から2012年6月までに会長を務めた。